# Grande incêndio de Roma

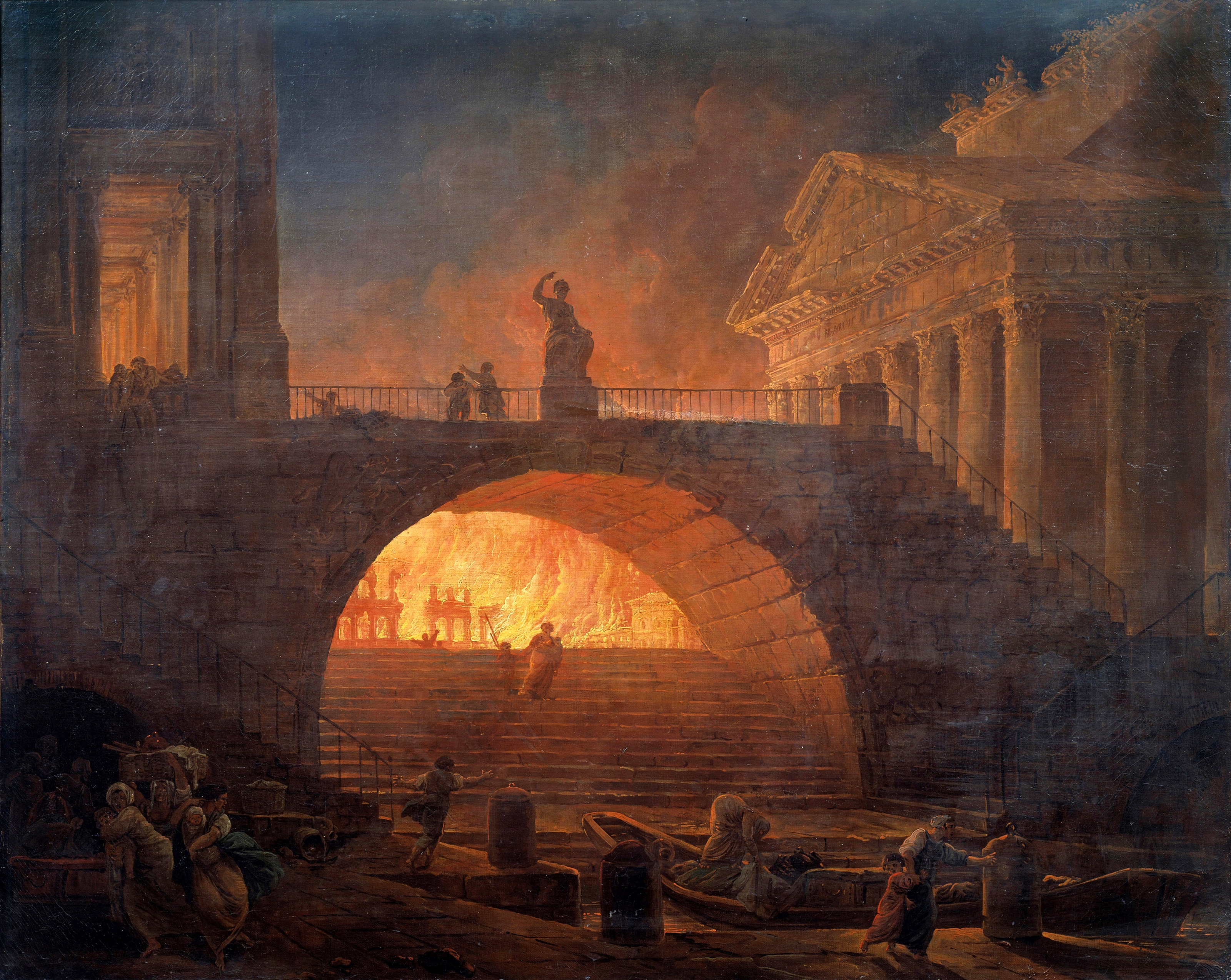
O incêndio de Roma, 18 de julho de 64,
óleo de Hubert Robert, no Museu de Arte Moderna André Malraux, em Le Havre

O grande incêndio de Roma teve início na noite do dia 18 de julho de 64 d.C., afetando 10 das 14 zonas da antiga cidade de Roma, três das quais foram completamente destruídas.
O fogo alastrou-se rapidamente pelas áreas mais densamente povoadas da cidade, com as suas ruelas sinuosas. O fato de a maioria dos romanos viverem em ínsulas, edifícios altamente inflamáveis devido à sua estrutura de madeira, de três, quatro ou cinco andares, em ruas estreitas e desalinhadas, ajudou na propagação do incêndio.
Nestas condições, o incêndio prolongou-se por seis dias seguidos até que pudesse ser controlado. O antigo Templo de Júpiter Estator e o lar das Virgens Vestais foram destruídos, bem como dois terços da antiga cidade.
De acordo com Tácito e com a tradição cristã posterior, o imperador Nero culpou a devastação da comunidade cristã na cidade, iniciando a primeira perseguição do Império contra os cristãos.

## Antecedentes

### Incêndios registrados anteriormente em Roma
Incêndios em Roma eram comuns, especialmente em casas, e incêndios que ocorreram anteriormente em Roma e destruíram partes de grandes edifícios incluem:
- 6 d.C., que levou à introdução das coortes vigilum
- 12 d.C., que destruiu a Basílica Julia
- 14 d.C. na Basílica Emília
- 22 d.C. no Campo de Marte
- 26 d.C. no Monte Célio
- 36 d.C. no Circus Maximus

### Tácito
Públio Cornélio Tácito foi senador e historiador do Império Romano. Sua data de nascimento exata é desconhecida, mas a maioria das fontes a coloca em 56 ou 57 d.C. Suas duas obras principais, os Anais e as Histórias, cobriram a história do império entre 14 e 96 d.C. foram perdidos, incluindo os livros que cobrem eventos após 70 d.C. Ele tinha apenas oito anos de idade na época do incêndio, mas foi capaz de usar registros e relatórios públicos para escrever um relato preciso.

### Vigílias
Após o incêndio em 6 d.C., as Vigílias ("coortes dos vigias") foram introduzidas por Augusto. As cohortes vigilum, dirigidas por libertos, foram encarregados de vigiar Roma à noite, enquanto as cohortes urbanae foram encarregadas de vigiar Roma durante o dia. Na época do Grande Incêndio de Roma, havia milhares de Vigilantes na cidade e eles tinham ido trabalhar tentando parar as chamas despejando baldes de água em prédios, tentando mover material inflamável para longe do caminho do fogo, e até mesmo demolir prédios para na tentativa de apagá-lo. Em 22 a.C., Augusto financiou uma brigada de incêndio.

### O sistema de água de Roma
Antes do incêndio, a água de Roma era trazida por nove aquedutos que não estavam equipados com equipamentos para combater incêndios. Realizar reparos nos aquedutos era uma tarefa contínua para o Comissário de Águas de Roma. O comissário de água de Roma também estava encarregado de investigações sobre aqueles que estavam canalizando água ilegalmente sem pagar uma taxa de licença ao estado. Os bombeiros contaram com cobertores, baldes de água, vinagre e demolição de prédios para apagar incêndios.

## Nero e o incêndio de Roma
Existem várias versões sobre a causa do incêndio. A versão mais contada é a de que os moradores que habitavam as construções de madeira usavam do fogo para se aquecer e se alimentar. E por algum acidente, o fogo se alastrou. Para piorar a situação, ventos fortes arrastaram o fogo pela cidade.
Outra versão famosa, é de que o imperador Nero teria ordenado o incêndio com o propósito de construir um complexo palaciano, já que o senado romano havia indeferido o pedido de desapropriação para a obra. Há ainda a versão, concebida por romancistas cristãos pósteros que, atribuindo ao imperador a condição de demente, pretende que ele provocou o incêndio para inspirar-se, poeticamente, e poder produzir um poema, como Homero ao descrever o incêndio de Troia.
Segundo algumas fontes, enquanto o fogo consumia a cidade, Nero contemplava o cenário, tocando com sua lira. Esta cena é retratada no romance Quo Vadis.
Todavia, o fato de, posteriormente, ter usado seus agentes para adquirir, a preço vil, terrenos nas imediações de seu palácio, com a provável intenção de ampliá-lo, tornou-o suspeito, junto ao povo, de ter responsabilidade no sinistro.
Para Massimo Fini, Nero teria sido caluniado, por historiadores romanos e cristãos, nesse episódio do grande incêndio de Roma.

## Os cristãos e o incêndio de Roma
Não se sabe ao certo o momento e as razões que levaram os cristãos a serem acusados de responsáveis pelo incêndio. Historiadores cristãos e também romanos (como Tácito e Suetônio, cujas obras denotam acentuada antipatia pelo imperador) sustentam que se tratou de uma manobra de Nero, para desviar as suspeitas de sua pessoa. Uma vez que a tese de "incêndio criminoso" se disseminara, era necessário encontrar os culpados, e os cristãos podem ter-se tornado "bodes expiatórios" ideais, pelo fato de serem mal vistos em Roma. De fato, Suetônio relata que as crenças cristãs eram tidas, na época, como "'superstição nova e maléfica'" enquanto Tácito, embora acusando Nero de ter injustamente culpado os cristãos, declara-se convencido de que eles mereciam as mais severas punições porque cometiam "infâmias" e eram "inimigos do gênero humano".
Hoje a Igreja Católica celebra a memória desses "Santos Protomártires" todos os anos no dia 30 de junho. E entre os mais ilustres estavam São Pedro que foi crucificado no Circo de Nero, actual Basílica de São Pedro, e São Paulo que foi decapitado junto à estrada de Roma para Óstia.